# Aeroportul Ailuk
Aeroportul Ailuk (IATA: AIM) este un aeroport din Insulele Marshall ce deservește zona Ailuk Atoll⁠(d).
Situat la o altitudine de 1 m, aeroportul dispune de o singură pistă.